# ماتيو ديبوناير
ماتيو ديبوناير (26 أبريل 1987 بسويسرا - ) هو لاعب كرة قدم سويسري في مركز حراسة المرمى. لعب مع نادي سيون ونادي فرايبورغ ونادي لوزان ونادي نيون وBerliner AK 07 ‏.

## وصلات خارجية
- ماتيو ديبوناير على موقع قاعدة بيانات كرة القدم.إي يو (الإنجليزية)
- ماتيو ديبوناير على موقع عالم كرة القدم.نت (الإنجليزية)